# Kukident
Kukident är ett tyskt varumärke för tandvårdsprodukter, bland annat tandkräm och tandprotesvätska. Märket ägs av den världsomspännande brittisk-nederländska hygienproduktskoncernen Reckitt Benckiser.
Varumärkets slogan är "Sicherheit ist ein gutes Gefühl" (= säkerhet är en skön känsla).